# Christophe Panzani
Pour les articles homonymes, voir Panzani (homonymie).
Christophe Panzani est un musicien saxophoniste, clarinettiste, et flûtiste français né en 1975 à La Tronche dans le département de l'Isère. Il est aussi arrangeur et compositeur. Il explore différents styles musicaux, au sein de plusieurs groupes, mais est principalement connu dans le milieu du Jazz, en France, en Europe et à l'international.
Christophe Panzani est considéré comme l'un des saxophonistes prometteurs du Jazz français,.

## Biographie
Natif de la région Rhône-Alpes, la première archive concernant l'activité musicale de Christophe Panzani le situe au Grenoble Jazz Festival.
Depuis les débuts de son apprentissage, ce multi-instrumentiste souhaite élargir son champ de vision culturel et musical. Il intègre des groupes de funk, de musique brésilienne, africaine ou de jazz qui lui permettent d'explorer et d'apprendre de toutes les musiques. Il joue du saxophone ténor, du saxophone soprano, de la clarinette basse et de la flûte traversière. On le retrouve dans de nombreuses formations musicales aux esthétiques diverses : en jazz avec Anne Paceo, Florian Pelissier... ; en World music, Electro, Hip-hop avec Electro Deluxe, Hocus Pocus, Milk Coffee and Sugar, 20syl...
Depuis 2002, il joue du saxophone ténor dans le Carla Bley Big Band, dont l'album Appearing Nightly a remporté le « 2009 Jazz Journalist Association Award » en tant qu'album de l'année,.
En 2007, il fonde son premier groupe, le Pasta Project, en hommage à son nom et à ses origines italiennes. En 2009, Le quintet de Christophe Panzani réalise une création pour l’Orchestre symphonique Gradus Ad Musicam de Nancy. Pour la saison 2015-2016, le groupe est notifié en résidence à l’Arsenal de Metz avec le Quatuor Voce et le quintet à vent Arte Combo pour une création autour de la musique française pour piano du XXe siècle.
En 2008, il crée le groupe The Drops avec le guitariste italien Federico Casagrande. Ils enregistrent leur premier album Falling from The Sky à New-York en septembre 2009. Ce premier album sort en novembre 2010 (Hyenas Records). Leur second album, Spray, enregistré lors de leur tournée en Italie et en France, avec Ferenc Nemeth à la batterie, est sorti en 2013 sur leur label The Drops Music. Il est salué par la critique,. Deux ans plus tard, The Drops enregistre Live in Paris au New Morning, avec en « guests » Eric Legnini (Fender Rhodes) et 20Syl (beat maker, DJ),.
La carrière musicale de Christophe Panzani prend ancrage aux États-Unis, lorsqu'en 2010, il bénéficie de deux bourses franco-américaines pour les projets de jazz du Chamber Music America (en) et du Mid Atlantic Arts Foundation (en) avec le contrebassiste newyorkais Keith Witty. Ils fondent le groupe THIEFS avec Guillermo E. Brown. Leur 1er album éponyme Thiefs a été enregistré à New York en mars 2011.
En 2015, le groupe Thiefs fait intervenir les MC Gaël Faye, Edgar Sekloka, Mike Ladd ainsi que le pianiste de jazz Aaron Parks, au sein d'un projet pour la BAM de Metz intitulé UP-Rooted/Re-Rooted.
Cette même année, il rejoint le RXRA Group, la formation musicale jazz d'Éric Serra.
Sa dernière formation musicale est le groupe The Watershed, avec Tony Paeleman, Pierre Perchaud, Karl Jannuska. Leur premier album Inhale/Exhale est sorti le 22 janvier 2016.
En 2020 parait Les Correspondances par le Christophe Panzani quintet feat. Vincent Peirani, avec le Quatuor Voce et l'Arte Combo. En plus de compositions originales, il arrange sur ce disque des compositions de Darius Milhaud, Erik Satie et Olivier Messiaen

## Ses ensembles musicaux

### En tant que soliste
- Pasta Project ou Christophe Panzani Quintet. La formation historique se compose de Vincent Peirani (accordéon), Pierre Perchaud (guitare), Chris Jennings (basse), Mathieu Chazarenc (batterie) et lui-même.  Actuellement elle est composée de Bruno Shorp (contrebasse), Antoine Paganotti (batterie), Vincent Peirani, Pierre Perchaud et Christophe Panzani.
- The Drops avec Federico Casagrande (guitare), Gautier Garrigue (batterie) et Christophe Panzani (sax).
- Thiefs avec Guillermo E. Brown (batterie/chant), Keith Witty (basse), Christophe Panzani (sax).
- The Watershed avec Tony Paeleman (rhodes, synthé, piano), Pierre Perchaud (guitare), Karl Jannuska (batterie), Christophe Panzani (sax, clarinette basse).

### En tant qu'accompagnateur ou membre d'autres ensembles
- Carla Bley Big Band composé de Earl Gardner, Lew Soloff, Florian Esch (trompettes), Beppe Calamosca, Gary Valente, Gigi Grata, Richard Henry (trombones), Roger Jannotta (saxophones soprano, alto et flûte), Wolfgang Puschnig (saxophone alto, flûte), Andy Sheppard et Christophe Panzani (saxophones ténor), Julian Argüelles (saxophone baryton), Carla Bley (piano, direction d’orchestre), Karen Mantler (orgue), Steve Swallow (basse), Billy Drummond (batterie).
- RXRA Group composé de Thierry Eliez (clavier), Jim Grandcamp (guitare), Christophe Panzani (saxophone), Pierre Marcault (percussion), Jon Grandcamp (batterie) et Eric Serra (basse).
- Hocus Pocus composé, depuis 2008, de 20Syl (MC/compositeur), DJ Greem, David Le Deunff (guitare/chant), Hervé Godard (guitare/basse), Matthieu Lelièvre (piano), Antoine Saint-Jean (batterie) et de la section cuivre Vincent Payen (trompette), Thomas Faure (Sax alto), Christophe Panzani (sax ténor, baryton, flûte)[20].
- Anne Pacéo Circles composé de Anne Paceo (batterie), Leila Martial (chant, effets), Emile Parisien (sax), Tony Paeleman (rhodes, synthé basse, effets), et Christophe Panzani (sax)[21].
- 117 Elements composé de Julien Herné (basse), Tony Paeleman (rhodes, effets), Arnaud Renaville (batterie) et Christophe Panzani (sax ténor)[22].

## Discographie

### En tant que leader ou coleader
Avec The Drops
- 2009 : Falling from the Sky (Hyenas Records)
- 2013 : Spray (The Drops Music)
- 2015 : Live In Paris (The Drops Music)

Avec Thiefs
- 2010 : Thiefs (Melanine Harmonics)

Avec The Watershed
- 2016 : Inhale/Exhale (Shed Music-Absilone)

En solo
- 2016 : Les Âmes perdues (Jazz & People)
- 2020 : Les Correspondances, Christophe Panzani quintet feat. Vincent Peirani, Quatuor Voce, Arte Combo (Out There Music)

### En tant que sideman
Avec Electro Deluxe
- 2005 : Stardow (Such-Naïve)
- 2007 : Hopeful
- 2010 : Play (Stardown Music)

Avec Fayçal Salhi quintet
- 2005 : Timgad
- 2009 : Elwene

Avec Roland Brival
- 2006 : Kayam (Such)

Avec Carla Bley
- 2008 : Appearing Nightly (ECM)

Avec Ben l’Oncle Soul
- 2010 : Ben l’Oncle Soul (Motown)

Avec Bruno Shorp Colors sextet
- 2011 : Eveil (Yes or No)

Avec Florian Pellissier quintet
- 2011 : Le diable et son train (Les petites mains)
- 2014 : Biches Bleues (Heavenly Sweetness)

Avec Nicolas Moreaux
- 2012 : Fall somewhere (Fresh Sound New Talent)

Avec Gaël Faye
- 2013 : Pili pili sur un croissant au beurre (Universal)

Avec 117 Elements
- 2014 : Flash Memory (Bloomdido-Musicast)

Avec Somi
- 2014 : The Lagos Music Salon (Okeh Records)

Avec Jean-Pierre Como
- 2018 : Infinite (L'Âme Sœur)
- 2024 : Infinite Volume II (L'Âme Sœur)

## Distinctions
- 2020 : Victoires du jazz dans la catégorie Révélation[23].